# Teleférico de Portland
O Teleférico de Portland, também conhecido como Portland Aerial Tram é um teleférico utilizado como meio de transporte urbano cotidiano que liga o bairro de South Waterfront ao Campus da Universidade de Ciências Médicas de Oregon (OHSU) na Colina Marquam. A construção do teleférico foi iniciada em agosto de 2005, a um custo de US$ 57 milhões, quase 4 vezes acima do orçamento proposto. O teleférico possui duas cabines, cada uma com capacidade para o transporte de até 79 pessoas, e transporta uma média de 10 mil pessoas por dia. O teleférico é integrado à rede de transportes públicos de Portland através de uma linha de bondes.